# Pogradeț
Pogradeț (numit și, în aromână, Pugradets sau Pugrãdets)  este un oraș din Albania. Are o populație de circa 35.000 de locuitori (2005).